# Pasaria
Pasaria (deutsch Passarien mit Passarienhof) ist ein Ort in der polnischen Woiwodschaft Ermland-Masuren. Er gehört zur Gmina Bartoszyce (Landgemeinde Bartenstein) im Powiat Bartoszycki (Kreis Bartenstein (Ostpr.)).

## Geographische Lage
Pasaria liegt in der nördlichen Mitte der Woiwodschaft Ermland-Masuren, 34 Kilometer südlich der einstigen und heute auf russischem Hoheitsgebiet gelegenen Kreisstadt Friedland (russisch Prawdinsk) bzw. neun Kilometer südöstlich der heutigen Kreismetropole Bartoszyce (deutsch Bartenstein).

## Geschichte

### Passarien/Pasaria
Als Nauditten wurde der Ort 1473 erstmals erwähnt. Nach 1473 hieß er Passarie, nach 1570 Passargen, nach 1785 Passarge, nach 1820 Passarienhof und erst nach 1871 Passarien. Ein Gut und zwei Höfe konstituierten den Ort, der 1874 als Gutsbezirk und auch als Landgemeinde in den neu errichteten Amtsbezirk Rothgörken (polnisch Czerwona Górka) im ostpreußischen Kreis Friedland (1927 bis 1945: „Kreis Bartenstein“) eingegliedert wurde. Im Jahre 1910 belief sich die Einwohnerzahl Passariens auf 57, von denen 15 zur Landgemeinde und 42 zum Gutsbezirk gehörten.
Am 30. September 1928 schlossen sich die Landgemeinden Losgehnen (polnisch Lusiny) und Passarien mit den Gutsbezirken Losgehnen und Passarien zur neuen Landgemeinde Losgehnen zusammen. Diese wurde 1930 vom Amtsbezirk Rothgörken in den Amtsbezirk Maxkeim (polnisch Maszewy) umgegliedert.
Das gesamte südliche Ostpreußen wurde 1945 in Kriegsfolge an Polen abgetreten. Passarien erhielt die polnische Namensform „Pasaria“ und ist heute eine „Kolonia“ innerhalb der Landgemeinde Bartoszyce (Bartenstein) im Powiat Bartoszycki (Kreis Bartenstein (Ostpr.)), von 1975 bis 1998 der Woiwodschaft Olsztyn, seither der Woiwodschaft Ermland-Masuren zugehörig.

### Passarienhof/Pasarka
In der Zeit nach 1820 nannte man den Ort „Passarienhof“. Diese Bezeichnung wurde später dann aber nur noch direkt auf das Gut Passarien bezogen benutzt.
In der Zeit nach 1945 wurden beide Namen aufgegriffen, wobei Passarienhof nun durch die polnische Namensform „Pasarka“ bezeichnet wurde. Pasaria und Pasarka gehörten bis 1954 zur damaligen Gmina Galiny (Gallingen), dann bis 1959 zur Gmina Maszewy (Maxkeim), ab 1960 zur Gromada Galiny und ab 1973 zur wiedererrichteten Gmina Galiny. 1977 ist diese Gmina Galiny in der neu gebildeten Gmina Bartoszyce (Bartenstein) aufgegangen. Der Name Pasarka blieb hierbei allerdings „auf der Strecke“ und wird nicht mehr genannt.

## Religion
Christentum
Bis 1945 war Passarien  (wie auch Passarienhof) in die evangelische Stadtkirche Bartenstein in der Kirchenprovinz Ostpreußen der Kirche der Altpreußischen Union, außerdem in die römisch-katholische Kirche St. Bruno in Bartenstein im damaligen Bistum Ermland eingepfarrt.
Heute gehört Pasaria (nun auch ohne Pasarka) kirchlich weiterhin zur Kreisstadt: zur katholischen Pfarrei in Bartoszyce, jetzt im Erzbistum Ermland gelegen, und zur dortigen evangelischen Kirchengemeinde, jetzt eine Filialgemeinde der Johanneskirche in Kętrzyn (Rastenburg) in der Diözese Masuren der Evangelisch-Augsburgischen Kirche in Polen.

## Verkehr
Pasaria liegt an einer Nebenstraße, die die Orte Lusiny (Losgehnen) und Kosy (Quossen) verbindet. Eine Bahnanbindung besteht nicht.